# ВЕС Рентел
ВЕС Рентел – бельгійська офшорна вітрова електростанція, введена якої в експлуатацію очікується у 2018 році.
Місце для розміщення ВЕС обрали у Північному морі в 32 км від узбережжя, між банками Торнтон на південному сході та Lodewijk на північному заході (тобто між ВЕС Торнтон-Банк та Нортвінд). Відстань від неї до порту Остенде, котрий є базою для спорудження та обслуговування станції, становить 40 км.
У серпні 2017-го спеціалізоване судно Innovation розпочало встановлення фундаментів монопального типу.  Їх палі при діаметрі 8 метрів мають вагу 1250 тон. Перехідні елементи, до яких безпосередньо кріпитимуться вітрові агрегати, мають змінний діаметр 6-7 метрів та важать по 325 тон. Монтаж агрегатів здійснить інше спеціалізоване судно Apollo.
Офшорна трансформаторна підстанція також має монопальний фундамент з палею вагою 1050 тон, заглибленою на 40 метрів під морське дно, та перехідним елементом вагою 750 тон. У вересні 2017-го його спорудило назване вище Innovation, тоді як монтаж надбудови з обладнанням вагою 1100 тон очікується весною наступного року.
Після підняття напруги до 220 кВ продукція електростанції подаватиметься по кабелю довжиною 40 км на берег до підстанції Стевін біля Зеєбрюгге. Первісно планувалось, що це завдання виконає Living Stone, проте затримка зі спорудженням останнього змусила використати інше кабелеукладальне судно NKT Victoria.
На прибережній мілководній ділянці довжиною 6 км лінію прокладатимуть з використанням баржі, при цьому останні 1,7 км спорудить доставлений на ній гусеничний апарат Sunfish.
Вітроелектростанція складатиметься із розміщених на площі 23 км2 сорока двох вітрових турбін Siemens типу SWT 7.0-154 з одиничною потужністю 7 МВт та діаметром ротору 154 метри. Особливістю турбін буде відсутність в їх конструкції коробки передач, заміна якої є типовою операцією під час експлуатації ВЕС. Вітрові агрегати встановлять на баштах висотою 106 метрів в районі з глибинами моря від 22 до 36 метрів. 
Проект вартістю 1,4 млрд євро реалізовують через компанію Otary RS, власниками якої у рівних долях є Rent-A-Port Energy, Electrawinds Offshore, Z-Kratch, Socofe, SRIW Environment, DEME, Power@Sea та Aspiravi Offshore.